# Charles-Just de Beauvau-Craon
Ne doit pas être confondu avec Charles-Juste de Beauvau-Craon.
Pour les articles homonymes, voir Famille de Beauvau, Beauvau-Craon et Beauvau.
Charles-Just-François-Victurnien de Beauvau-Craon, 4e prince de Beauvau, Grand d'Espagne, est un militaire et un homme politique français né le 7 mars 1793 à Sunninghill, Berkshire (en) et mort le 14 mars 1864 à Paris.

## Biographie
Charles-Just de Beauvau-Craon servit le premier Empire comme officier de carabiniers, et assista à partir de 1811, aux campagnes de Napoléon Ier. Il était à la retraite de Russie où il se distingua. Grièvement blessé au combat de Woronowo, il dut quitter le service et passa la plus grande partie de son existence éloigné de la politique.
Il fit l'acquisition en 1827 du château de Sainte-Assise. Sa fortune lui permit d'entreprendre la reconstitution du domaine, morcelé sous la Révolution française.
Ce ne fut que le 20 janvier 1852 qu'un décret du prince Louis-Napoléon Bonaparte le nomma sénateur. Il vota toujours au Sénat dans le sens du gouvernement impérial, notamment pour l'adoption de la loi de sûreté générale (1858) et siégea jusqu'à sa mort en 1864.
-Chevalier en 1813, il est fait Officier de l'Ordre impérial de la Légion d'honneur en 1854. 

## Famille et descendance
Fils de Marc-Étienne de Beauvau-Craon, chambellan de l'empereur Napoléon Ier, il épousa en premières noces le 9 juin 1815 Lucie-Virginie de Choiseul (1794-1834), fille d'Antoine-César, 3e duc de Choiseul-Praslin. Veuf, il se remaria le 2 avril 1839 avec Eugénie-Ludmille-Alexandrine-Joséphine Komar (1820-1881), sœur de Delfina Potocka. Il eut deux fils du premier lit :
1. Marc-René-Antoine-Victurnien (1816-1883), 5e prince de Beauvau ;
2. Étienne-Guy-Charles-Victurnien (1818-1865).

Il eut ensuite deux filles du second lit :
1. Marie-Delphine-Élisabeth-Stéphanie-Hedwige (1842-1898), par son mariage comtesse Gaston-Alexandre de Ludre ;
2. Béatrix-Jeanne-Marie-Joséphine (1844-1895), par son mariage comtesse Horace de Choiseul-Praslin.